# يوم القيامة في الإسلام
يوم القيامة أو اليوم الآخر أو يوم الحساب أو يوم المعاد، هو نهاية العالم والحياة الدنيا. 
وهو موعد الحُكم والحساب الأخير للبشر عند الله، فإن أحداثه تشمل إنهاء حياة كل البشر والمخلوقات، ثم يُبعث ويقوم البشر من موتهم ويُنشرون من قبورهم ثم يُعرضون للحساب الإلهي. ويقوم الله عندها بجزاء المؤمنين الموحدين بالجنة، والكفار والمشركين بالنار. ويسمى بيوم القيامة لقيام الأموات فيه من موتهم، أي بعثهم وذلك لحسابهم وجزائهم. ويؤمن المسلمون أيضاً أن يوم القيامة له علامات تسبق حدوثه وتسمى بأشراط الساعة أو علامات يوم القيامة، وتقسم إلى علامات صغرى وعلامات كبرى.

## من أسماء القيامة في القرآن[1]
| يوم القيامة   | ﴿لَا أُقْسِمُ بِيَوْمِ الْقِيَامَةِ ۝١﴾ [القيامة:1] | ذكر في القرآن 70 مرة                                                                                            |
| اليوم الآخر   | ﴿إِنَّمَا يَعْمُرُ مَسَاجِدَ اللَّهِ مَنْ آمَنَ بِاللَّهِ وَالْيَوْمِ الْآخِرِ وَأَقَامَ الصَّلَاةَ وَآتَى الزَّكَاةَ وَلَمْ يَخْشَ إِلَّا اللَّهَ فَعَسَى أُولَئِكَ أَنْ يَكُونُوا مِنَ الْمُهْتَدِينَ ۝١٨﴾ [التوبة:18]                           | ذكر في القرآن 26 مرة                                                                                            |
| الآخرة        | ﴿وَمَنْ يَرْغَبُ عَنْ مِلَّةِ إِبْرَاهِيمَ إِلَّا مَنْ سَفِهَ نَفْسَهُ وَلَقَدِ اصْطَفَيْنَاهُ فِي الدُّنْيَا وَإِنَّهُ فِي الْآخِرَةِ لَمِنَ الصَّالِحِينَ ۝١٣٠﴾ [البقرة:130]                                                       | ذكر في القرآن 111 مرة                                                                                           |
| الدار الآخرة  | ﴿تِلْكَ الدَّارُ الْآخِرَةُ نَجْعَلُهَا لِلَّذِينَ لَا يُرِيدُونَ عُلُوًّا فِي الْأَرْضِ وَلَا فَسَادًا وَالْعَاقِبَةُ لِلْمُتَّقِينَ ۝٨٣﴾ [القصص:83]                                                                     | ذكر في القرآن 9 مرات ﴿وَمَا الْحَيَاةُ الدُّنْيَا إِلَّا لَعِبٌ وَلَهْوٌ وَلَلدَّارُ الْآخِرَةُ خَيْرٌ لِلَّذِينَ يَتَّقُونَ أَفَلَا تَعْقِلُونَ ۝٣٢﴾ [الأنعام:32] |
| الساعة        | ﴿اقْتَرَبَتِ السَّاعَةُ وَانْشَقَّ الْقَمَرُ ۝١﴾ [القمر:1] | ذكر في القرآن 39 مرة                                                                                            |
| يوم البعث     | ﴿وَقَالَ الَّذِينَ أُوتُوا الْعِلْمَ وَالْإِيمَانَ لَقَدْ لَبِثْتُمْ فِي كِتَابِ اللَّهِ إِلَى يَوْمِ الْبَعْثِ فَهَذَا يَوْمُ الْبَعْثِ وَلَكِنَّكُمْ كُنْتُمْ لَا تَعْلَمُونَ ۝٥٦﴾ [الروم:56]                                            | ذكر في القرآن مرتين                                                                                             |
| يوم الخروج    | ﴿يَوْمَ يَسْمَعُونَ الصَّيْحَةَ بِالْحَقِّ ذَلِكَ يَوْمُ الْخُرُوجِ ۝٤٢﴾ | |
| القارعة       | ﴿كَذَّبَتْ ثَمُودُ وَعَادٌ بِالْقَارِعَةِ ۝٤﴾ [الحاقة:4] | ذكر في القرآن 4 مرات                                                                                            |
| يوم الفصل     | ﴿هَذَا يَوْمُ الْفَصْلِ الَّذِي كُنْتُمْ بِهِ تُكَذِّبُونَ ۝٢١﴾ [الصافات:21] | ذكر في القرآن 6 مرات                                                                                            |
| يوم الدين     | ﴿مَالِكِ يَوْمِ الدِّينِ ۝٤﴾ [الفاتحة:4] | ذكر في القرآن 10 مرات                                                                                           |
| الصاخّة        | ﴿فَإِذَا جَاءَتِ الصَّاخَّةُ ۝٣٣﴾ [عبس:33] | |
| الطامّة الكبرى | ﴿فَإِذَا جَاءَتِ الطَّامَّةُ الْكُبْرَى ۝٣٤﴾ [النازعات:34] | |
| يوم الحسرة    | ﴿وَأَنْذِرْهُمْ يَوْمَ الْحَسْرَةِ إِذْ قُضِيَ الْأَمْرُ وَهُمْ فِي غَفْلَةٍ وَهُمْ لَا يُؤْمِنُونَ ۝٣٩﴾ [مريم:39]                                                                                             | |
| الغاشية       | ﴿هَلْ أَتَاكَ حَدِيثُ الْغَاشِيَةِ ۝١﴾ [الغاشية:1] | |
| يوم الخلود    | ﴿ادْخُلُوهَا بِسَلَامٍ ذَلِكَ يَوْمُ الْخُلُودِ ۝٣٤﴾ | |
| الواقعة       | ﴿إِذَا وَقَعَتِ الْوَاقِعَةُ ۝١﴾ [الواقعة:1] | ذكرت في القرآن مرتين                                                                                            |
| يوم الحساب    | ﴿وَقَالَ مُوسَى إِنِّي عُذْتُ بِرَبِّي وَرَبِّكُمْ مِنْ كُلِّ مُتَكَبِّرٍ لَا يُؤْمِنُ بِيَوْمِ الْحِسَابِ ۝٢٧﴾ [غافر:27]                                                                                          | ذكر في القرآن 4 مرات                                                                                            |
| يوم الوعيد    | ﴿وَنُفِخَ فِي الصُّورِ ذَلِكَ يَوْمُ الْوَعِيدِ ۝٢٠﴾ | |
| يوم الآزفة    | ﴿وَأَنْذِرْهُمْ يَوْمَ الْآزِفَةِ إِذِ الْقُلُوبُ لَدَى الْحَنَاجِرِ كَاظِمِينَ مَا لِلظَّالِمِينَ مِنْ حَمِيمٍ وَلَا شَفِيعٍ يُطَاعُ ۝١٨﴾ [غافر:18]،﴿أَزِفَتِ الْآزِفَةُ ۝٥٧﴾ [النجم:57]                                         | |
| يوم الجمع     | ﴿وَكَذَلِكَ أَوْحَيْنَا إِلَيْكَ قُرْآنًا عَرَبِيًّا لِتُنْذِرَ أُمَّ الْقُرَى وَمَنْ حَوْلَهَا وَتُنْذِرَ يَوْمَ الْجَمْعِ لَا رَيْبَ فِيهِ فَرِيقٌ فِي الْجَنَّةِ وَفَرِيقٌ فِي السَّعِيرِ ۝٧﴾ [الشورى:7]                                       | ذكر في القرآن 3 مرات                                                                                            |
| الحاقة        | ﴿الْحَاقَّةُ ۝١ مَا الْحَاقَّةُ ۝٢﴾ [الحاقة:1–2] | ذكر في القرآن 3 مرات                                                                                            |
| يوم التناد    | ﴿وَيَا قَوْمِ إِنِّي أَخَافُ عَلَيْكُمْ يَوْمَ التَّنَادِ ۝٣٢﴾ | |
| يوم التلاق    | ﴿رَفِيعُ الدَّرَجَاتِ ذُو الْعَرْشِ يُلْقِي الرُّوحَ مِنْ أَمْرِهِ عَلَى مَنْ يَشَاءُ مِنْ عِبَادِهِ لِيُنْذِرَ يَوْمَ التَّلَاقِ ۝١٥﴾ [غافر:15]                                                                        | |
| يوم التغابن   | ﴿يَوْمَ يَجْمَعُكُمْ لِيَوْمِ الْجَمْعِ ذَلِكَ يَوْمُ التَّغَابُنِ وَمَنْ يُؤْمِنْ بِاللَّهِ وَيَعْمَلْ صَالِحًا يُكَفِّرْ عَنْهُ سَيِّئَاتِهِ وَيُدْخِلْهُ جَنَّاتٍ تَجْرِي مِنْ تَحْتِهَا الْأَنْهَارُ خَالِدِينَ فِيهَا أَبَدًا ذَلِكَ الْفَوْزُ الْعَظِيمُ ۝٩﴾ [التغابن:9] | |
| اليوم الموعود | ﴿وَالْيَوْمِ الْمَوْعُودِ ۝٢﴾ [البروج:2] | |

## إثبات المعاد (القيامة)
هناك العديد من البراهين العقلية والنقلية التي تثبت ضرورة وجود المعاد، من ذلك:

### الأدلة العقلية
- إثبات المعاد من خلال صفات الباري تعالى، كصفة الحكمة والعدل الإلهي.

الدليل الأول: وهو اقتضاء الحكمة الإلهية لوجود المعاد، تقريره أن الباري سبحانه وتعالى يتصف بالحكمة، والحكيم لا يصدر عنه فعلٌ باطلٌ لا هدف منه. فالباري عز وجل لا يصدر عنه فعلٌ باطلٌ لا هدف منه. فلو كان خلق الله تعالى لهذا الوجود (العالم والإنسان) بلا هدف، لكان فعله تعالى باطلاً وعبثاً كما في قول الله تعالى في سورة المؤمنون: ﴿أَفَحَسِبْتُمْ أَنَّمَا خَلَقْنَاكُمْ عَبَثًا وَأَنَّكُمْ إِلَيْنَا لَا تُرْجَعُونَ ۝١١٥﴾، والتالي باطل أي كون فعل الله تعالى باطلاً، فالمقدم باطلٌ مثله، وهو كون خلق الله تعالى للوجود بلا هدف، فيثبت العكس.
الدليل الثاني: وهو العدالة الإلهية، وتقريره أن العدل هو إحدى الكمالات الوجودية الثابتة لذات الباري تعالى، والذي هو إعطاء كل ذي حقٍ حقه. والعادل لا يظلم ولا يجور، فالله تعالى منزه عن الظلم والجور. والعدل الإلهي يقتضي أن يكون هناك معاداً يحاكم ويحاسب فيه جميع الناس، فيثاب فيه المطيع ويعاقب العاصي. وعدم حصول المعاد، يستلزم حصول الظلم والجور من الله تعالى، وهذا يتنافى مع غنى الله تعالى وعدم احتياجه للغير، لأن الظلم عبارة عن نقص حيث يصدر إما عن جهل أو حاجة لدى الظالم، والله تعالى منزه عن ذلك كله.

### الأدلة النقلية
- صيانة الخلقة عن العبث عدم وجود المعاد يلزمه كون الخلق عبثاً، والله تعالى منزه عن العبث، كما يقول الله تعالى: ﴿أَفَحَسِبْتُمْ أَنَّمَا خَلَقْنَاكُمْ عَبَثًا وَأَنَّكُمْ إِلَيْنَا لَا تُرْجَعُونَ ۝١١٥﴾.[4]

## نظريات حول حقيقة المعاد
هناك ثلاث نظريات في كيفية المعاد:
- جمهور الفلاسفة وأتباع المشائين: أن المعاد روحاني فقط؛ أي أن روح الإنسان فقط دون جسمه هي التي تبعث يوم القيامة للحساب.

- جمهور المتكلمين ومن يشرعون الدين بالعقل فقط لا بالعقل والنقل: ذهبوا إلى القول بأن المعاد يكون فقط لجسم الإنسان دون روحه.

- مذهب أهل السنة والجماعة: أن المعاد روحاني وجسماني، وكثير من الحكماء، والعرفاء، وجماعة من المتكلمين، والكثير من علماء المذهب الشيعي الأثنى عشري: ذهبوا إلى القول بأن المعاد جسماني وروحاني.

## صفة يوم القيامة

### البعث والنشور
البعث والنشور لغة
يختلف تعريف البعث في اللغة باختلاف ما علق به، فقد يطلق ويراد به:
- الإرسال: يقال بعثت فلاناً أو ابتعثته أي أرسلته.

- البعث من النوم: يقال: بعثه من منامه إذا أيقظه.

- الإثارة: وهو أصل البعث، ومنه قيل للناقة: بعثتها إذا أثرتها وكانت قبل باركة.

والنشر في اللغة يأتي بمعنى البسط، والانتشار، وتقلب الإنسان في حوائجه، ويأتي بمعنى التفرق.
البعث والنشور اصطلاحًا
البعث في الاصطلاح يراد به: إحياء الله للموتى وإخراجهم من قبورهم أحياء للحساب والجزاء.
والنشور في الاصطلاح يطلق ويراد به معنى البعث، وهو انتشار الناس من قبورهم إلى الموقف للحساب والجزاء.
وإذا كان المعنى اللغوي يراد به الانتشار والتفرق والانبساط والبعث، فهي معان عامة يدخل فيها المعنى الاصطلاحي وهو نشر الله للأموات وإحياؤهم من قبورهم، فالنشور يراد به سريان الحياة في الأموات، كما رأيناه في تعريفات العلماء السابقة من أنه يراد به البعث في اليوم الآخر وخروج الناس من قبورهم أحياء.

### معنى الصور والنفخ فيه
النفخ في الصور: هو النفخ المخصوص، في الوقت المخصوص، من الملك المخصوص، لإيجاد ما أراد الله تعالى، كما جاء في كتاب الله تعالى، وسنة نبيه ﷺ من أن نافخاً ينفخ في صور عظيم لإرادة الله تعالى تغيير ما يريد تغييره في خلقه لأمر القيامة. وقد انقسم علماء الإسلام حول النفخ في الصور، فمنهم من قال ثلاث نفخات وهي: نفخة الفزع، ونفخة الصعق، ونفخة البعث. ومنهم من لم يفرق بين نفخة الفزع ونفخة الصعق، وجعلهما نفخة واحدة.
وأما الصور فقد روي عن النبي ﷺ أنه قال: «الصور قرن ينفخ فيه».

### صفة نفخة الصور وما بعدها
روي عن أحمد بن الحسن المصري الأيلي، حدثنا أبو عاصم النبيل حدثنا إسماعيل بن رافع، عن محمد بن زياد، عن محمد بن كعب القرظي، عن أبي هريرة قال: قال النبي ﷺ: إنَّ الله تعالى، لما فرغ من خلق السموات والأرض، خلق الصور، فأعطاه إسرافيل، فهو واضعه على فيه، شاخصاً بصره في العرش، ينتظر متى يؤمر، قلت: يا رسول الله وما الصور؟ قال: القرن، قلت: كيف هو؟ قال: عظيم، والذي بعثني بالحق إِنَّ عِظَم دارة فيه كعرض السموات والأرض، ينفخ فيه ثلاث نفخات: النفخةُ الأولى نفخة الفزع، والثانية نفخة القيام لربِّ العالمين، يأمر الله تعالى إسرافيل بالنفخة الأولى فيقول انفخ، فينفخ نفخة الفزع، فيفزع أهل السموات والأرض إِلاّ من شاء الله، ويأمره فيطيلها ويديمها ولا يفتر وهو كقول الله تعالى: ﴿وَمَا يَنْظُرُ هَؤُلَاءِ إِلَّا صَيْحَةً وَاحِدَةً مَا لَهَا مِنْ فَوَاقٍ ۝١٥﴾، فيسيّرُ الله الجبال، فتمر مرَّ السحاب فتكون سراباً، ثم ترتج الأرض بأهلها رجّاً، فتكون كالسفينة المرمية في البحر تضربها الأمواج، تكفأ بأهلها كالقنديل المعلق في العرش ترجرجه الرياح، وهو الذي يقول ﴿يَوْمَ تَرْجُفُ الرَّاجِفَةُ ۝٦ تَتْبَعُهَا الرَّادِفَةُ ۝٧ قُلُوبٌ يَوْمَئِذٍ وَاجِفَةٌ ۝٨﴾، فيميدُ الناس على ظهرها، وتذهل المراضع، وتضع الحوامل، وتشيب الولدان، وتطير الشياطين هاربة من الفزع حتى تأتي الأقطار، فتأتيها الملائكة فتضرب وجوهها فترجع، ويولّي الناس مدبرين مالهم من أمر الله من عاصم، ينادي بعضهم بعضاً، وهو الذي يقول الله تعالى فيه: ﴿يَوْمَ التَّنَادِ﴾، فبينما هم على ذلك إذ تصدَّعت الأرض من قطر إلى قطر، فرأوْا أمراً عظيماً لم يروا مثله، وأخذهم لذلك من الكرب والهول ما الله به عليم. ثم نظروا إلى السماء فإذا هي كالمهل، ثم انشقت السماء فانتثرت نجومها وانْخَسَفَتْ شمسُها وقمرها، قال رسول الله ﷺ : الأمواتُ لا يعلمون بشيءٍ من ذلك. قال أبو هريرة: يا رسول الله مَنِ استثنى اللهُ عَزَّ وجَلَّ حين يقول: ﴿فَفَزِعَ مَنْ فِي السَّمَاوَاتِ وَمَنْ فِي الأَرْضِ إِلا مَنْ شَاءَ اللَّهُ﴾؟ قال: أولئك الشهداءُ، وإِنَّما يصل الفزع إلى الأحياء وهم أحياء عند ربهم يرزقون، وقاهم الله فزع ذلك اليوم وآمنهم منه، وهو عذاب الله يبعثه على شرار خلقه قال: وهو الذي يقول الله عزَّ وجَلَّ ﴿يَا أَيُّهَا النَّاسُ اتَّقُوا رَبَّكُمْ إِنَّ زَلْزَلَةَ السَّاعَةِ شَيْءٌ عَظِيمٌ ۝١ يَوْمَ تَرَوْنَهَا تَذْهَلُ كُلُّ مُرْضِعَةٍ عَمَّا أَرْضَعَتْ وَتَضَعُ كُلُّ ذَاتِ حَمْلٍ حَمْلَهَا وَتَرَى النَّاسَ سُكَارَى وَمَا هُمْ بِسُكَارَى وَلَكِنَّ عَذَابَ اللَّهِ شَدِيدٌ ۝٢﴾، فيقومون في ذلك العذاب ما شاء الله تعالى: إلا أَنَّه يطول، ثم يأمرُ اللهُ إسرافيل بنفخَة الصَّعْقِ، فينفخ نفخةَ الصَّعْق فيصعق أهل السموات والأرض إلا من شاء الله، فإذا هم قد خمدوا، وجاء ملك الموت إلى الجبار عَزَّ وجَلَّ فيقول: يا ربِّ قد مات أهل السموات والأرض إلاّ من شئت، فيقول الله تعالى: وهو أعلم بمن بقي: فمن بقي؟ فيقول: يا ربِّ بقيتَ أنتَ الحي الذي لا تموت، وبقيتْ حملة العرش، وبقي جبريل وميكائيل، وبقيت أنا. فيقول الله: ليمت جبريل وميكائيل، فيُنْطِق الله تعالى العرشَ فيقول: يا ربِّ يموت جبريل وميكائيل؟ فيقول: اسكت، فإِنِّي كتبت الموت على كل من كان تحت عرشي، فيموتان. ثم يأتي ملك الموت إلى الجبار فيقول: يا رب قد مات جبريل وميكائيل. فيقول الله عز وجل وهو أعلم بمن بقي: فمن بقي؟ فيقول: بقيت أنت الحي الذي لا تموت، وبقيت حملة عرشك، وبقيت أنا. فيقول الله تعالى: لتمتْ حملةُ العرش. فتموت، ويأمر الله تعالى العرش فيقبض الصور من إسرافيل، ثم يأتي ملك الموت فيقول: يا ربِّ قد مات حملة عرشك. فيقولُ الله وهو أعلمُ بمن بقي: فمن بقي؟ فيقول: يا ربِّ، بقيتَ أنت الحي الذي لا تموت، وبقيت أنا. فيقول الله تعالى: أنت خلقٌ من خلقي، خلقتك لما رأيت، فمت. فيموت. فإذا لم يبق إلا اللهُ الواحد القهار الأحد الصَّمدُ الذي لم يلد ولم يولد كان آخراً كما كان أولاً، طوى السموات والأرض طيَّ السِجِلِّ للكتب ثم دحاهما، ثم يلقفهما ثلاث مرات، ثم يقول: أنا الجبار، أنا الجبار، أنا الجبار (ثلاثاً) ثم هتف بصوته: لمن الملك اليوم (ثلاث مرات) فلا يجيبه أحد. ثم يقول لنفسه: للهِ الواحدِ القهارِ. يقول الله تعالى: ﴿يَوْمَ تُبَدَّلُ الأَرْضُ غَيْرَ الأَرْضِ وَالسَّمَاوَاتُ﴾، فيبسطهما ويسطحهما، ثم يمدهما مَدَّ الأديم العكاظي لا ترى فيها عوجاً ولا أمتاً، ثم يزجر الله الخلق زجرة واحدة، فإذا هم في هذه الأرض المبدلة مثل ما كانوا فيها من الأولى، مَنْ كان في بطنها كان في بطنها، ومَنْ كان على ظهرها كان على ظهرها. ثم يُنْزِلُ الله تعالى عليهم ماءً من تحت العرش، ثم يأمرُ اللهُ السماء أَنْ تمطر، فتمطر أربعين يوماً، حتَّى يكون الماءُ فوقهم اثني عشر ذراعاً، ثم يأمر اللهُ الأجساد أن تنبت، فتنبت كنبات الطراثيث أو كنبات البقل، حتى إذا تكاملت أجسادهم فكانت كما كانت، قال الله عز وجل: ليحيى حملةُ عرشي، فيحيون، ويأمر اللهُ إسرافيل فيأخذ الصُّورَ فيضعه على فيه ثم يقول: ليحيى جبريل وميكائيل، فيحييان، ثم يدعو اللهَ بالأرواح فيؤتى بها تتوهَّجُ أرواحُ المؤمنين نوراً وأرواح الكافرين ظلمةً، فيقبضها جميعاً ثم يلقيها في الصور، ثم يأمر اللهُ إسرافيل أَنْ ينفخ نفخة البعث، فينفخ نفخة البعث، فتخرج الأرواحُ كأَنَّها النَّحْلُ قد ملأت ما بين السماء والأرض، فيقول: وعزتي وجلالي ليرجعنَّ كلُّ روحٍ إلى جسده، فتدخل الأرواح في الأرض إلى الأجسادِ، فتدخل في الخياشيم ثم تمشي في الأجساد كما يمشي السُّمُّ في اللديغ، ثم تنشقُّ الأرض عنهم، وأنا أول من تنشق الأرض عنه، فتخرجون سراعاً إلى ربكم تنسلون ﴿مُهْطِعِينَ إلى الدَّاعِ يَقُولُ الْكَافِرُونَ هَذَا يَوْمٌ عَسِرٌ﴾، حفاة عراة غرلاً، فتقفون موقفاً واحداً مقداره سبعون عاماً، لا ينظر إليكم ولا يقضى بينكم، فتبكونَ حتى تنقطع الدُّموع، ثم تدمعون دماً، وتعرقون حتى يلجمكم العرق أو يبلغ الأذقان، وتقولون من يشفع لنا إلى ربنا فيقضي بيننا؟ فتقولون: مَن أَحَقُّ بذلك من أبيكم آدم، خلقه الله بيده، ونفخ فيه من روحه وكلمه قُبُلاً. فيأتون آدم فيطلبون ذلك إليه فيأبى ويقول: ما أنا بصاحب ذلك، فيستقرئون الأنبياء نبيّاً نبيّاً كُلَّما جاءوا نبيّاً أبى عليهم. قال رسولُ اللهِ ﷺ : حتى يأتوني فأنطلق إلى الفحص فأخرّ ساجداً. قال أبو هريرة: يا رسولَ الله وما الفحص؟ قال: قدام العرش، حتَّى يبعث الله إليّ ملكاً فيأخذ بعضدي ويرفعني فيقول لي: يا محمَّدُ. فأقول: نعم يا رب، فيقول عز وجل: ما شأنك؟ وهو أعلم، فأقول: يا ربِّ وعدتني الشَّفاعة فشفعني في خلقك فاقض بينهم، قال الله: قد شفعتك، أنا آتيكم أقضي بينكم. قال رسول الله ﷺ : فأَرجع فأقف مع الناس، فبينما نحن وقوف إذ سمعنا من السماء حساً شديداً فهالنا، فينْزل أهل السماء الدنيا بمثلي من في الأرض من الجن والإنس، حتى إذا دنوا من الأرض أشرقت الأرض بنورهم وأخذوا مصافَّهم، وقلنا لهم: أفيكم ربنا؟ قالوا: لا وهو آت. ثم ينْزل أهل السماء الثانية بمثلي من نزل من الملائكة وبمثلي من فيها من الجنِّ والإنس، حتَّى إذا دنوا مِن الأرض أشرقت الأرضُ بنورهم وأخذوا مصافَّهم، وقلنا لهم: أفيكم ربُّنا؟ فيقولون: لا وهو آت، ثم ينْزلون على قدر ذلك من التضعيف، حتى ينْزل الجبارُ عز وجل في ظللٍ من الغمام والملائكة، فيحمل عرشه يومئذٍ ثمانية، وهم اليوم أربعة، أقدامهم في تخوم الأرض السُّفلى والأرض والسموات إلى حجزهم والعرش على مناكبهم، لهم زجلٌ في تسبيحهم يقولون: سبحانَ ذي العزة والجبروت، سبحان ذي الملك والملكوت، سبحان الحيِّ الذي لا يموت، سبحان الذي يميت الخلائق ولا يموت، سبوح قدوس قدوس قدوس، سبحان ربنا الأعلى رب الملائكة والروح، سبحان ربنا الأعلى الذي يميت الخلائق ولا يموت. فيضع الله كرسيَّهُ حيث يشاء من أرضه، ثم يهتف بصوته فيقول: يا مَعْشَرَ الجنِّ والإِنْسِ، إِنِّي قد أنْصَتُّ لكم منذ خلقتكم إلى يومكم هذا، أسمع قولكم وأبصر أعمالكم، فأنصتوا إليّ، فإنما هي أعمالكم وصحفكم تقرأ عليكم، فمن وجد خيراً فليحمد الله، ومن وجد غير ذلك فلا يلومَنَّ إلا نفسه. ثم يأمر الله جهنَّم فيخرج منها عنق ساطعٌ مظلم، ثم يقول: ﴿أَلَمْ أَعْهَدْ إِلَيْكُمْ يَا بَنِي آدَمَ أَنْ لَا تَعْبُدُوا الشَّيْطَانَ إِنَّهُ لَكُمْ عَدُوٌّ مُبِينٌ ۝٦٠ وَأَنِ اعْبُدُونِي هَذَا صِرَاطٌ مُسْتَقِيمٌ ۝٦١ وَلَقَدْ أَضَلَّ مِنْكُمْ جِبِلًّا كَثِيرًا أَفَلَمْ تَكُونُوا تَعْقِلُونَ ۝٦٢ هَذِهِ جَهَنَّمُ الَّتِي كُنْتُمْ تُوعَدُونَ ۝٦٣﴾، أو بِهَا تُكَذِّبُونَ شك أبو عاصم ﴿وَامْتَازُوا الْيَوْمَ أَيُّهَا الْمُجْرِمُونَ ۝٥٩﴾، فيميز الله الناس وتجثو الأمم، يقول الله تعالى: ﴿وَتَرَى كُلَّ أُمَّةٍ جَاثِيَةً كُلُّ أُمَّةٍ تُدْعَى إِلَى كِتَابِهَا الْيَوْمَ تُجْزَوْنَ مَا كُنْتُمْ تَعْمَلُونَ ۝٢٨﴾، فيقضي الله عز وجل بين خلقه إلا الثقلين الجن والإنس، فيقضي بين الوحوش والبهائم حتى إِنَّه ليقضي للجمَّاءِ من ذات القرن. فإذا فرغ من ذلك، فلم تبق تبعة عند واحدة للأخرى، قال الله لها: كوني تراباً، فعند ذلك يقول الكافر: ﴿يَا لَيْتَنِي كُنْتُ تُرَابًا (40)﴾، ثم يقضي اللهُ تعالى بين العباد. فكان أول ما يقضي فيه الدماء، ويأتي كل قتيل في سبيل الله، ويأمر الله عز وجل كل من قتل فيحمل رأسه تشخب أوداجه فيقول: يا رب فيم قتلني هذا؟ فيقول – وهو أعلم –: فيم قتلتهم؟ فيقول: قتلتهُم لتكون العزة لك، فيقول اللهُ له: صدقت، فيجعل الله وجهه مثل نورِ الشمس، ثم تمر به الملائكة إلى الجنة، ثم يأتي كل من قتل على غير ذلك يحمل رأسه وتشْخَبُ أوداجه فيقول: يا رب قتلني هذا؟ فيقول تعالى وهو أعلم: لم قتلتهم؟ فيقول: يا رب قتلتهم لتكون العزة لي، فيقول: تَعِسْتَ، ثم لا تبقى نفسٌ قتلها إلا قتل بها، ولا مظلمة ظلمها إلا أخذ بها، وكان في مشيئة الله إِنْ شاء عذبه وإن شاء رحمه. ثم يقضي الله تعالى بين من بقي من خلقه، حتى لا تبقى مظلمةٌ لأحَدٍ عند أحدٍ إلاّ أخذها اللهُ للمظلوم مِنَ الظَّالم، حتى إِنَّه ليكلف شائب اللبن بالماء ثم يبيعه أن يخلص اللبن من الماء. فإذا فرغ الله تعالى من ذلك نادى مناد يسمع الخلائق: ألا ليلحق كلُّ قوم بآلهتهم وما كانوا يعبدون من دون الله، فلا يبقى أحدٌ عُبِدَ من دون الله إِلاَّ مثلت له آلهتُهُ بين يديه، ويجعل يومئذٍ ملك من الملائكةِ على صورة عزير، ويجعل ملك من الملائكة على صورة عيسى بن مريم، ثم يتبع هذا اليهود وهذا النصارى ثم قادتهم آلهتهم إلى النار، وهو الذي يقول ﴿لَوْ كَانَ هَؤُلَاءِ آلِهَةً مَا وَرَدُوهَا وَكُلٌّ فِيهَا خَالِدُونَ ۝٩٩﴾، فإذا لم يبق إلا المؤمنون، فيهم المنافقون، جاءَهُمُ اللهُ فيما شاء من هيئته، فقال: يا أَيُّها الناس فالحقوا بآلهتكم وما كنتم تعبدون، فيقولون: واللهِ واللهِ ما لنا إله إلا الله، وما كنا نعبدُ غيره. فيكشف لهم عن ساقه، ويتجلَّى لهم من عظمته ما يعرفون أَنَّه رَبَّهم، فيخرُّون للأذقان سُجّداً على وجوههم، ويخرُّ كلُّ منافقٍ على قفاه، ويجعل اللهُ عز وجل أصلابهم كصياصيِّ البقر. 
ثم يأذَنُ اللهُ لهم فيرفعون، ويضربُ اللهُ الصِّراط بين ظهراني جهنَّم كحدِّ الشفرةِ أو كحدِّ السيفِ، عليه كلاليب وخطاطيف وحسك كحسكِ السَّعْدَان دونه جسر دحض مزلة، فيمرُّون كطرف العين، أو كلمح البرق، أو كمرِّ الريح، أو كجياد الخيل، أو كجياد الرِّكاب، أو كجياد الرِّجال، فناج سالم، وناج مخدوش، ومكدوس على وجهه في جهنم. فإذا أفضى أهل الجنة إلى الجنة قالوا: من يشفع لنا إلى ربِّنا فندخل الجنة؟ فيقولون: من أَحقُّ بذلك من أبيكم آدم عليه السلام؟ خلقه الله بيده ونفخ فيه من روحه وكلمه قبلا. فيأتون آدم فيطلب ذلك إليه فيذكر ذنباً ويقول: «ما أنا بصاحب ذلك، ولكن عليكم بنوح فإِنَّه أَوَّل رُسُلِ اللهِ». فيؤتى نوح فيُطلَب ذلك إليه فيذكر ذنباً ويقول: «ما أنا بصاحب ذلك، ويقول عليكم بإبراهيم فإِنَّ الله تخيَّره خليلاً»، فيؤتى إبراهيم فيطلب ذلك إليه فيذكر ذنباً ويقول: «ما أنا بصاحب ذلك، ويقول عليكم بموسى فإِنَّ الله قرَّبه نجيّاً وكلَّمه وأَنزل عليه التوراة». فيؤتى موسى فيطلب ذلك إليه فيذكر ذنباً ويقول: «لستُ بصاحب ذلك، ولكنْ عليكم بروحِ الله وكلمته عيسى بن مريم». فيؤتى عيسى بن مريم فيطلب ذلك إليه فيقول: «ما أنا بصاحبكم، ولكنْ عليكم بمحمد». قال رسول الله ﷺ : فيأتوني ولي عند ربِّي ثلاث شفاعات وعدنيهن، فأنطلق فآتي الجنة فآخذ بحلقةِ الباب فأستفتح فيفتح لي، فأُحيّا ويرحب بي، فإذا دخلتُ الجنة فنظرتُ إلى ربّي خررت له ساجداً، فيأذن اللهُ لي من تحميده وتمجيده بشيءٍ ما أذن به لأحد من خلقه، ثم يقول: ارفع رأسك يا محمد واشفع تشفع وسلْ تعط، فإذا رفعتُ رأسي يقول الله تعالى: وهو أعلم: ما شأنُكَ؟ فأقول: يا ربِّ وعدتني الشفاعة فشفِّعني في أهل الجنة فيدخلون الجنة، فيقول الله: قد شفعتك، وقد أذنت لهم في دخول الجنة، وكان رسول الله ﷺ يقول: والذي نفسي بيده، ما أَنْتُمْ في الدنيا بأَعْرَف بأزواجكم ومساكنكم من أهل الجنة بأزواجهم ومساكنهم، فيدخل كلُّ رجلٍ منهم على اثنتين وسبعين زوجة، سبعين مما ينشئ الله عز وجل، وثنتين آدميتين من ولد آدم، لهما فضل على من أنشأ الله لعبادتهم الله تعالى في الدنيا، فيدخل على الأولى في غرفة من ياقوتة على سريرٍ مكلَّلٍ باللؤلؤ، عليها سبعون زوجاً من سندس وإستبرق، ثم إنه يضع يده بين كتفيها ثم ينظر إلى يده من صدرها ومن وراء ثيابها وجلدها ولحمها، وإِنَّه لينظر إلى مُخِّ ساقها كما ينظر أحدكم إلى السلك في قصبة الياقوت. كبدها له مرآة وكبده لها مرآة، فبينا هو عندها لا يملها ولا تمله، ما يأتيها من مرة إلا وجدها عذراء، ما يفترُ ذكره وما تشتكي قبلها. فبينا هو كذلك إذ نودي: إِنَّا قد عرفنا أَنِّك لا تَملَّ ولا تُمَلّ، إلاّ أَنَّه لا مَني ولا منيَّة، إلا أَنَّ لك أزواجاً غيرها. فيخرج فيأتيهن واحدة واحدة كلما أتى واحدة قالت له: والله ما أرى في الجنة شيئاً أحسن منك ولا في الجنة شيء أَحبَّ إليَّ منك. وإذا وقع أهل النار في النار، وقع فيها خلق من خلق ربِّكَ أوبقتهم أعمالُهم، فمنهم من تأخذ النار قدميه ولا تجاوز ذلك، ومنهم من تأخذه إلى أنصاف ساقيه، ومنهم من تأخذه إلى ركبتيه، ومنهم من تأخذه إلى حقويه، ومنهم من تأخذ جسده كلَّه إلا وجهه حرَّم اللهُ صورته عليها، قال رسولُ اللهِ ﷺ : فأقولُ يا ربِّ شفِّعني فيمن وقع في النارِ مِنْ أُمَّتِي، فيقول: أَخْرِجُوا من عرفتم، فيخرج أولئك حتى لا يبقى منهم أحد. ثم يأذن الله تعالى في الشفاعة فلا يبقى نبيٌّ ولا شهيد إلاّ شُفِّع، فيقول الله تعالى: أخرجوا من وجدتم في قلبه زنة دينار إيماناً، فيخرج أولئك حتى لا يبقى منهم أحدٌ، ثم يشفع الله تعالى فيقول: أخرجوا من وجدتم في قلبه إيماناً ثلثي دينار، ثم يقول: ثلث دينار، ثم يقول: ربع دينار، ثم يقول: قيراط، ثم يقول: حبة من خردل، فيخرج أولئك حتى لا يبقى منهم أحد، وحتى لا يبقى في النار من عمل لله خيراً قط، ولا يبقى أحدٌ له شفاعة إلا شفع، حتى إِنَّ إبليس يتطاول مما يرى من رحمة الله تعالى رجاءَ أَنْ يُشفَعَ له. ثم يقول: بقيت وأنا أرحم الراحمين، فيدخل يده في جهنم فيخرج منها ما لا يحصيه غيره، كأَنَّهم حمم، فيلقون على نهر يقال له نهر الحيوان، فينبتون كما تنبت الحبة في حميل السيل، فما يلي الشمس منها أخيضر، وما يلي الظل منها أصيفر، فينبتون كنباتِ الطراثيث، حتى يكونوا أمثال الذرِّ، مكتوبٌ في رقابهم: الجهنميون عتقاء الرحمن، يعرفهم أهل الجنَّةِ بذلك الكتاب، ما عملوا خيراً لله قط، فيمكثون في الجنةِ ما شاء اللهُ وذلك الكتابُ في رقابهم، ثم يقولون: ربنا امح عنا هذا الكتاب، فيمحوه الله عز وجل عنهم».
قال ابن كثير في تفسيره: «هذا حديث مشهور، وهو غريب جداً، ولبعضه شواهد في الأحاديث المتفرقة، وفي بعض ألفاظه نكارة، تفرد به إسماعيل بن رافع قاضي أهل المدينة، وقد اختلف فيه: فمنهم من وثقه ومنهم من ضعفه، ونص على نكارة حديثه غير واحد من الأئمة كأحمد بن حنبل وأبي حاتم الرازي وعمرو بن علي الفلاس، ومنهم من قال فيه وهو متروك، وقال ابن عدي: أحاديثه كلها فيها نظر إلا أنه يكتب حديثه في جملة الضعفاء.» قال رحمه الله تعالى: «قلت: وقد اختلف عليه في إسناد هذا الحديث على وجوه كثيرة، قد أفردتها في جزء على حدة، وأما سياقه فغريب جداً، ويقال إنه جمعه من أحاديث كثيرة، وجعله سياقاً واحداً، فأنكر عليه بسبب ذلك. وسمعت شيخنا الحافظ أبا الحجاج المزي يقول إنه رأى للوليد بن مسلم مصنفاً قد جمعه كالشواهد لبعض مفردات هذا الحديث، فالله أعلم». انتهى كلامه رحمه الله تعالى.
روى الإمام أحمد عن عبد الله بن عمرو بن العاص قال: «جاءَ أعرابيٌّ إلى النبي ﷺ فقال: ما الصُّور؟ فقال: قرن ينفخ فيه». وفي حديث أبي سعيد الخدري  أَنَّ النبي ﷺ قال: «كيف أنعمُ وصاحبُ الصُّور قد التقمه، وأصْغى سمعه، وحنى جبهته، ينتظرُ متى يؤمر. فقالوا: يا رسول الله، وما تأمُرُنا؟ قال: قولوا حسبنا الله ونعم الوكيل».

## العلامات الصغرى
روي عن أنس بن مالك  في  صحيح البخاري: 
| يوم القيامة في الإسلام | لا تقوم الساعة - وإما قال : من أشراط الساعة - أن يرفع العلم، ويظهر الجهل، ويشرب الخمر، ويظهر الزنا، ويقل الرجال، ويكثر النساء حتى يكون للخمسين امرأة القيم الواحد. | يوم القيامة في الإسلام |

ومن الحديث:
- قلة العلم.
- ظهور الجهل.
- فُشُوُّ الزنا.

روي عن أبو هريرة  في  صحيح البخاري: 
| يوم القيامة في الإسلام | لا تقوم الساعة حتى تقتتل فئتان، فيكون بينهما مقتلة عظيمة، دعواهما واحدة. ولا تقوم الساعة حتى يبعث دجالون كذابون، قريبا من ثلاثين، كلهم يزعم أنه رسول الله. | يوم القيامة في الإسلام |

ومن الحديث:
- ظهور من يدعي أنه نبي مثل مسيلمة الكذاب.

وغيرها من الأشراط والعلامات التي ثبتت من الحديث النبوي.

## العلامات الكبرى
روي عن حذيفة بن أسيد الغفاري: «اطلع النبي ﷺ علينا ونحن نتذاكر. فقال " ما تذاكرون؟ " قالوا: نذكر الساعة. قال: " إنها لن تقوم حتى ترون قبلها عشر آيات ". فذكر الدخان، والدجال، والدابة، وطلوع الشمس من مغربها، ونزول عيسى عليه السلام، ويأجوج ومأجوج، وثلاثة خسوف: خسف بالمشرق، وخسف بالمغرب، وخسف بجزيرة العرب، وآخر ذلك نار تخرج من اليمن، تطرد الناس إلى محشرهم "».

### الدخان
ورد في القرآن ﴿فَارْتَقِبْ يَوْمَ تَأْتِي السَّمَاءُ بِدُخَانٍ مُبِينٍ ۝١٠ يَغْشَى النَّاسَ هَذَا عَذَابٌ أَلِيمٌ ۝١١﴾.

### الدجال
- يبدأ فيقول أنا نبي ولا نبي بعدي، ثم يثني فيقول أنا ربكم، ويقول الرسول محذرا: لا ترون ربكم حتى تموتوا.

- معه جنة ونار، فناره جنة وجنته نار، فمن ابتلي بناره فليستغث بالله، وليقرأ فواتح الكهف، فتكون عليه بردا وسلاما كما كانت النار على إبراهيم.

- معه نهران يجريان: أحدهما رأي العين ماء أبيض، والآخر رأي العين نار تأجج، فإما أدركن أحدا منكم، فليأت النهر الذي يراه نارا وليغمض، ثم ليطأطئ رأسه فليشرب فإنه ماء بارد.

- فينزل عيسى بن مريم، فإذا رآه الدجال ذاب كما يذوب الملح في الماء، ويقتله بيده، فيريهم دمه في حربته.[26]

### الدابة
ورد في القرآن ﴿وَإِذَا وَقَعَ الْقَوْلُ عَلَيْهِمْ أَخْرَجْنَا لَهُمْ دَابَّةً مِنَ الْأَرْضِ تُكَلِّمُهُمْ أَنَّ النَّاسَ كَانُوا بِآيَاتِنَا لَا يُوقِنُونَ ۝٨٢﴾ 
قيل تخرج من مكة وتكلم الناس، وتجري بينهم بسرعة، وتطبع على جبين الكافر (كافر)، وعلى جبين المؤمن (مؤمن)، فيصبح الناس ينادي بعضهم بعضا يا مؤمن أو يا كافر. وقيل أنها تسبق طلوع الشمس من مغربها، لأن طلوع الشمس من مغربها يعني إغلاق باب التوبة.

### طلوع الشمس من مغربها
بعد طلوع الشمس من مغربها يُقفَل باب التوبة، ففي حديث عبد الله بن أبي أوفى قال: سمعت رسول الله ﷺ يقول: «تأتي ليلة قدر ثلاث ليال لا يعرفها إلا المتهجدون، يقوم فيقرأ حزبه ثم ينام، ثم يقوم فيقرأ ثم ينام، ثم يقوم، فعندها يموج الناس بعضهم في بعض، حتى إذا صلوا الفجر وجلسوا، فإذا هم بالشمس قد طلعت من مغربها، فيضج الناس ضجة واحدة حتى إذا توسطت السماء رجعت». والمدة بين ظهور العلامات السابقة، ابتداء من طلوع الشمس من مغربها حتى الريح، قرابة سنة واحدة. ففي حديث ابن عباس ونحوه عند ابن مردويه وفيه «فإذا طلعت الشمس من مغربها رد المصراعان، فليتئم ما بينهما، فإذا أغلق ذلك الباب، لم تقبل بعد ذلك توبة، ولا تنفع حسنة، إلا من كان يعمل الخير قبل ذلك، فإنه يجري لهم ما كان قبل ذلك»، وفيه «فقال أبي بن كعب: فكيف بالشمس والناس بعد ذلك؟ قال: تكسي الشمس الضوء، وتطلع كما كانت تطلع، وتقبل الناس على الدنيا، فلو نتج رجل مهرا لم يركبه حتى تقوم الساعة». وعن عبد الله بن عمرو قال: قال رسول الله ﷺ: «الآيات خرزات منظومات في سلك فإن انقطع السلك فتبع بعضها بعضاً».

### ظهور عيسى عليه السلام
ينزل النبي عيسى بعد ظهور المهدي وخروج الدجال. فيصلي مأموما خلف المهدي ويقتل الدجال. وصفه الرسول ﷺ في الحديث التالي: «ليس بيني وبين عيسى نبي، وإنه نازل، فإذا رأيتموه فاعرفوه، رجل مربوع إلى الحمرة والبياض، ينزل بين ممصرتين كأن رأسه تقطر، وإن لم يصبه بلل. فيقاتل الناس على الإسلام، فيدق الصليب، ويقتل الخنزير، ويضع الجزية، ويهلك الله في زمانه الملل كلها إلا الإسلام، ويهلك الدجال، فيمكث في الأرض أربعين سنة، ثم يتوفى فيصلي عليه المسلمون.». وفي حديث طويل في صحيح مسلم منه: «... فبينما هو كذلك إذ بعث الله المسيح ابن مريم، فينزل عند المنارة البيضاء شرقي دمشق، بين مهرودتين، واضعا كفيه على أجنحة ملكين. إذا طأطأ رأسه قطر، وإذا رفعه تحدر منه جمان كاللؤلؤ ...» الحديث. وأول ما يفعله الصلاة، حيث أنه ينزل وقد أقيمت صلاة الصبح، ويأمهم المهدي. وقال العلماء أن الحكمة في نزول عيسى بالذات من سائر الأنبياء، هو الرد على اليهود بأن قالوا أنهم قتلوه، والرد على النصارى بأن زعموا أنه إله. وأنه لم يتقدم ليصلي بالناس لكيلا يقع إشكال، فإن تقدم للإمامة فسيظن الناس أنه تقدم مبتدئا شرعا جديدا، فيصلي مأموما لكيلا يشتبه الأمر على الناس. ثم يتقدم ليقتل الدجال، والقضاء على بقية اليهود. ثم يكسر الصليب، ويقتل الخنزير، ويضع الجزية، ويدعو إلى الإسلام، فلا يقبل إلا الإسلام أو السيف، حتى يقضي على جميع الملل، فلا تبقى إلا ملة الإسلام. فتضع الحرب أوزارها، ويعيش الناس في نعمة وسلام، فترفع البغضاء والشح، وينزع السم حتى يدخل الطفل يده في فم الأفعى فلا تضره، ويلعب الأطفال مع الأسود ولا تضرهم، والذئب مع الغنم كالكلب، وتخرج خيرات الأرض وتنزل السماء خيراتها. وفي صحيح البخاري: حدثنا قتيبة بن سعيد: حدثنا الليث، عن ابن شهاب، عن ابن المسيب: أنه سمع أبا هريرة يقول: قال رسول الله ﷺ: «والذي نفسي بيده، ليوشكن أن ينزل فيكم ابن مريم حكما مقسطا، فيكسر الصليب، ويقتل الخنزير، ويضع الجزية، ويفيض المال حتى لا يقبله أحد». ثم يمكث في الأرض أربعين سنة بعد أن يهلك الله في زمنه ياجوج وماجوج، ومدة مكوثه أربعون سنة.

### يأجوج ومأجوج
يظهرون بعد أن يحدثوا ثقباً في الردم الذي بناه ذو القرنين (الردم هو: ما يسقط من الجدار المتهدم «هُدمت الدارُ القديمة فتراكم الرَّدْمُ» أي الدفن).

### ثلاثة خسوف
عن حذيفة بن أسيد الغفاري  قال: «اطلع النبي ﷺ علينا ونحن نتذاكر الساعة، فقال: ما تذكرون؟ قلنا: نذكر الساعة. قال: إنها لن تقوم حتى تروا قبلها عشر آيات: الدخان، والدجال، والدابة، وطلوع الشمس من مغربها، ونزول عيسى ابن مريم، ويأجوج ومأجوج، وثلاثة خسوف: خسف بالمشرق، وخسف بالمغرب، وخسف بجزيرة العرب، وآخر ذلك نار تخرج من قبل عدن تطرد الناس إلى محشرهم».

### ظهور المهدي
يعتقد أهل السنة أن من أشراط الساعة خروج المهدي آخر الزمان، فيملك سبع سنين، يملأ الأرض عدلاً، كما ملئت جوراً وظلماً، وتخرج الأرض نباتها، وتمطر السماء قطرها، ويفيض المال.
وقد جاءت السنة ببيان اسمه وصفته ومكان خروجه، فمن ذلك:
- ما رواه أحمد والترمذي وأبو داود أن النبي ﷺ قال: «لا تذهب أو لا تنقضي الدنيا حتى يملك العرب رجل من أهل بيتي يواطيء اسمه اسمي» وفي رواية لأبي داود: «يواطيء اسمه اسمي، واسم أبيه اسم أبي».[35]

- وعن أبي سعيد الخدري قال: قال رسول الله ﷺ : «المهدي مني أجلى الجبهة، أقنى الأنف، يملأ الأرض قسطا وعدلاً، كما ملئت ظلما وجوراً، يملك سبع سنين».[36]

- وعن أم سلمة  قالت: سمعت رسول الله ﷺ يقول: «المهدي من عترتي من ولد فاطمة».[37]

- وعن علي قال: قال رسول الله ﷺ: «المهدي منا أهل البيت يصلحه الله في ليلة».[38] قال ابن كثير في كتابه النهاية في الفتن والملاحم: «أي يتوب الله عليه، ويوفقه ويلهمه، ويرشده بعد أن لم يكن كذلك».[39]